# Саратовский уезд
Саратовский уезд — административно-территориальная единица Саратовской губернии, существовавшая в 1780—1928 годах. Уездный город — Саратов. 

## Географическое положение
Уезд располагался на востоке Саратовской губернии, граничил по реке Волга с Самарской губернией. Площадь уезда составляла в 1897 году 7 018,2 верст² (7 987 км²), в 1926 году — 6 186 км².

## История
Уезд образован в 1780 году в составе Саратовского наместничества в результате реформы Екатерины Великой. С декабря 1796 по март 1797 — в составе Пензенской губернии. 
В 1835 году заволжская часть уезда вошла в состав вновь образованного Новоузенского уезда.
В 1928 году Саратовский уезд был упразднён, его территория вошла в состав Саратовского округа Нижне-Волжской области (позднее Нижне-Волжского края).

## Население
По данным переписи 1897 года в уезде проживало 332 860 человек, в том числе русские — 86,2%, немцы — 6,7%. В Саратове проживало 137 147 чел.
По итогам всесоюзной переписи населения 1926 года население уезда составило 395 406 человек, из них городское — 222 078 человек.

## Административное деление
В 1890 году в состав уезда входило 27 волостей:
| № п/п | Волость                   | Волостное правление    | Число селений | Население |
| ----- | ------------------------- | ---------------------- | ------------- | --------- |
| 1     | Александровская           | с. Александровка       | 26            | 5256      |
| 2     | Алексеевская              | с. Алексеевка          | 2             | 8271      |
| 3     | Всеволодчино-Столыпинская | с. Всеволодично        | 11            | 4343      |
| 4     | Вязовская                 | с. Вязовка             | 14            | 6934      |
| 5     | Елшанская                 | с. Елшанка             | 10            | 7033      |
| 6     | Ивановская                | с. Ивановка            | 7             | 3855      |
| 7     | Карбулакская-Базарная     | с. Карбулак            | 3             | 4999      |
| 8     | Курдюмская                | с. Курдюм              | 10            | 4100      |
| 9     | Липовская                 | с. Липовка             | 8             | 7961      |
| 10    | Лоховская                 | с. Лох                 | 4             | 8453      |
| 11    | Марьинская                | с. Николавский Городок | 8             | 5034      |
| 12    | Нееловская                | с. Лесная Нееловка     | 9             | 5552      |
| 13    | Ново-Бурасская            | с. Новые Бурасы        | 3             | 5331      |
| 14    | Озерская                  | с. Озерки              | 4             | 9151      |
| 15    | Полчаниновская            | с. Полчаниновка        | 12            | 5211      |
| 16    | Поповская                 | с. Поповка             | 20            | 8812      |
| 17    | Пристанская               | с. Пристанное          | 16            | 3045      |
| 18    | Рыбушинская               | с. Рыбушка             | 4             | 6586      |
| 19    | Саратовская               | г. Саратов             | 1             | 1034      |
| 20    | Синеньская                | с. Синенькие           | 12            | 6127      |
| 21    | Содомская                 | с. Содом               | 9             | 4365      |
| 22    | Сокурская                 | с. Сокур               | 12            | 7669      |
| 23    | Старо-Бурасская           | с. Старые Бурасы       | 8             | 5729      |
| 24    | Сухо-Карабулакская        | с. Сухой Карабулак     | 6             | 5616      |
| 25    | Тепловская                | с. Тепловка            | 3             | 5289      |
| 26    | Широкинская               | с. Широкое             | 7             | 5252      |
| 27    | Ягодно-Полянская          | с. Ягодная Поляна      | 3             | 9865      |

По состоянию на 1913 год в уезде было 28 волостей, упразднены Саратовская и Сухо-Карабулакская волости, образованы Гремячкинская (с. Гремячка), Ключевская (с. Ключи), Михайловская (с. Михайловка) волости.

## Уездные предводители дворянства
Шомпулев Виктор Антонович — с декабря 1864 года по 1875 год.